# Dějiny Iráku

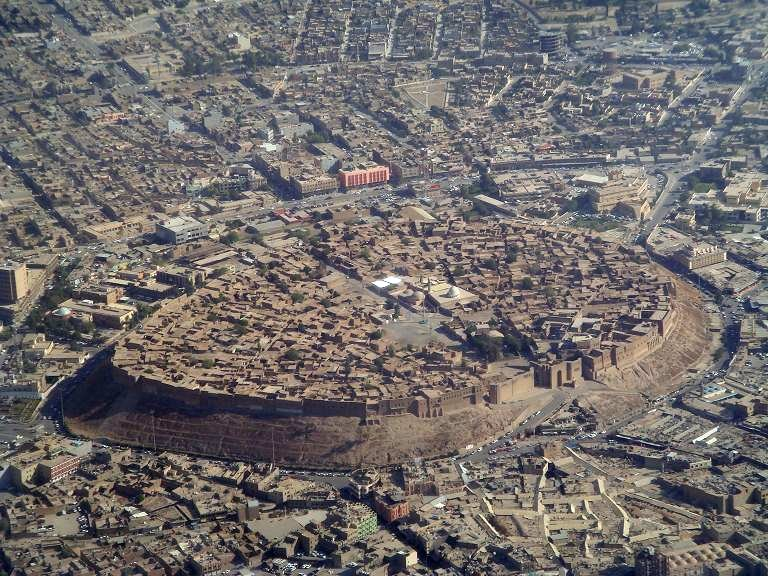
Citadela v Arbílu, jedno z nejstarších nepřetržitě obydlených městských osídlení na světě

Dějiny Iráku sahají do doby starověké Mezopotámie, jedné z prvních civilizací na světě, která začala vznikat na přelomu 4. a 3. tisíciletí př. n. l. s příchodem Sumerů. Území dnešního Iráku, které tvoří velkou část bývalé Mezopotámie, bylo centrem několika starověkých civilizací, v polovině 7. století ho dobyli Arabové a od té doby byl součástí chalífátu. Tehdy se v Irák stal islámskou zemí a tou je dodnes. Po třísetleté nadvládě Mongolů a Turkmenů se země stala součástí Osmanské říše, čemuž tak bylo až do první světové války, kdy připadla Spojenému království jako mandátní území. Roku 1932 bylo vyhlášeno Irácké království a v roce 1958 Irácká republika. V roce 1968 provedla socialistická strana Baas státní převrat a ujala se vlády. Od roku 1979 byl prezidentem Iráku Saddám Husajn, jeho vláda skončila v roce 2003, kdy mezinárodní koalice vedená Spojenými státy provedla invazi do Iráku. Tím začala americká okupace území a válka v Iráku, s níž byly spojeny bezpečnostní problémy v zemi, emigrace několika milionů obyvatel a snahy nové demokraticky zvolené vlády o rekonstrukci státu, který Saddám Husajn zanechal ve špatném stavu. Válka byla ukončena v prosinci 2011, 18. prosince zemi opustili poslední američtí vojáci.

## Předislámská éra

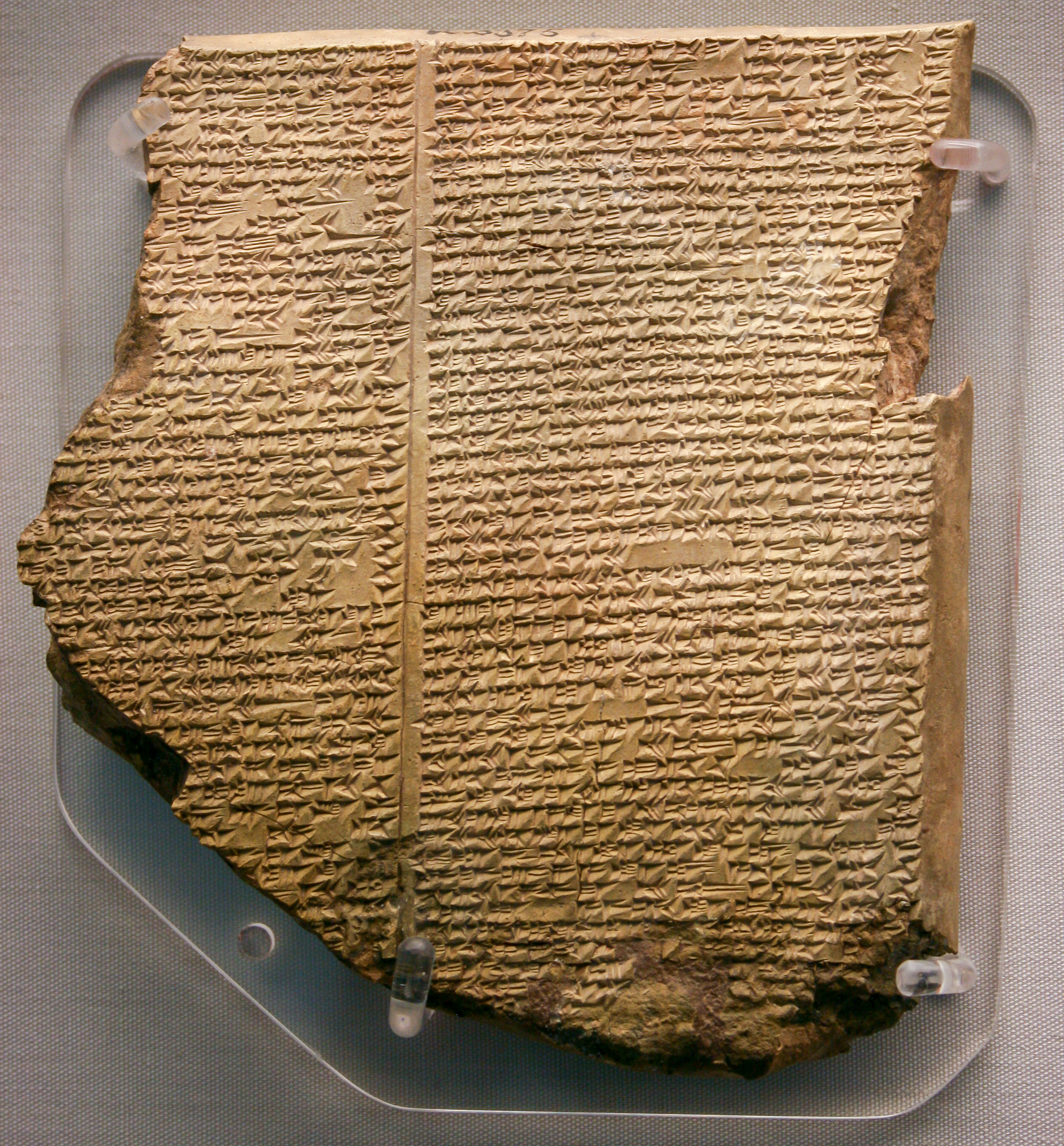
11. tabulka z kanonické verze Eposu o Gilgamešovi, nejvýznamnější literární památce Mezopotámie, vyprávějící o potopě

Oblast mezi řekami Eufrat a Tigris byla jedním z míst, kde se zrodily první civilizace. Nejstarší známé vesnické osídlení v Mezopotámii se datuje do 6. tisíciletí př. n. l. Severní část Mezopotámie nesla název Asýrie a jižní Babylonie.
Do jižní části Babylonie se na přelomu 4. a 3. tis. př. n. l. dostalo první sumerské obyvatelstvo a založilo tam sumerskou civilizaci; jejich hlavní centrum bylo v Uruku. První písemné doklady psané klínovým písmem na hliněné tabulky se objevily na počátku 3. tis. př. n. l. Okolo roku 2310 př. n. l. založil Sargon Akkadský v Babylonii první velkou mezopotámskou říši s centrem ve městě Akkad. Asi o dvě století později nahradil Akkadskou říši stát 3. dynastie urské s centrem v Uru. Nejvíce pramenů pochází z následujícího starobabylonského období, jehož centrem byl Babylón, konkrétně z doby vlády Chammurapiho v 18. stol. př. n. l. Z této doby pochází Chammurapiho zákoník. Okolo roku 1630 př. n. l. nastalo temné období Babylonie – Babylonu se zmocnili Chetité a asi o sto let později Kassité, kteří mu vládli až do 12. stol. př. n. l. V tomto období se stále výrazněji projevovala severní Asýrie.
Od vlády Nebukadnesara I. na konci 12. stol. př. n. l. stoupal Babylon opět k moci. Tento vývoj vyvrcholil v období vlády chaldejského krále Nabopolasara na konci 7. stol. př. n. l., prvního vládce novobabylonské říše. Jeho nástupce Nebukadnesar II. nechal vybudovat Visuté zahrady Semiramidiny, jeden ze sedmi divů světa. Období babylonské samostatnosti skončilo s jeho dobytím Kýrosem II. z perské dynastie Achaimenovců v polovině 6. stol. př. n. l.
Dějiny Asýrie začaly s obdobím 3. dynastie z Uru (22. stol. př. n. l.), jejíž sídlo bylo v Aššúru. Asýrie brzy významně rozvinula dálkový i vnitřní obchod. Nejvýznamnějším panovníkem tzv. staroasyrského období byl Šamši-Adad I. (přelom 19./18. stol. př. n. l.), který sjednotil severní Mezopotámii. Po jeho smrti se stát ale rychle rozpadl a Asýrie se na několik století dostala pod nadvládu nejprve Babylonie a později Mitannů, z níž se vymanila ve 14. stol. př. n. l., čímž začalo tzv. středoasyrské období. Toto období a následující období novoasyrské (do konce 7. stol. př. n. l.) byly typické rozmachem Asýrie směrem na západ a konflikty s jižní Babylonií a obyvateli sousedních pohoří. V roce 614 př. n. l. dobyli Médové s pomocí Babyloňanů hlavní asyrské město Aššúr a o dva roky později i Ninive, čímž skončila politická nezávislost Asýrie.
V roce 331 př. n. l. dobyl Babylonii Alexandr Veliký a Mezopotámie se po jeho smrti stala součástí Seleukovské říše. Okolo roku 150 př. n. l. se území zmocnili Parthové. Ve 3. století podlehli Parthové Peršanům z dynastie Sásánovců, kteří Babylonii připojili ke své říši.

## Arabská nadvláda

Islámská říše a hranice chalífátu během období jeho největšího rozmachu.
vláda Mohameda, 622–632
vláda volených chalífů, 632–661
vláda Umajjovců, 661–750

V roce 637 se vlády nad Mezopotámií ujali muslimští Arabové. Od té doby se Mezopotámii říkalo El Irák el'Arabi, jak ji Arabové nazvali. Poté se do Iráku začali stěhovat Arabové z východního Arabského poloostrova. Ti založili města Kúfa a Basra, významnou metropolí na severu se stal Mosul. Irák se dostal pod vládu chalífátu, který se rozkládal od severní Afriky (a později Španělska) až po dnešní jižní Pákistán. Původně bylo hlavní město chalífátu Medína, ale po vraždě Uthmána ibn Affána si nový vládce Alí jako své sídlo určil Irák. Po jeho smrti se vlády nad chalífátem ujala rodina Umajjovců ze Sýrie a Irák se stal podřízeným územím.
Protože Irák byl jedním z nejbohatších států islámského světa a žila v něm velká část muslimského obyvatelstva, začala se mezi obyvateli projevovat nespokojenost s nadvládou Sýrie. V roce 680 Mohamedův vnuk Husajn ibn Alí dorazil z Medíny do Iráku a zpochybnil autoritu Jazída I., tehdejšího chalífa. Husajn byl spolu se skupinou lidí okolo něho povražděn v bitvě u Karbalá a toto město se později stalo jedním z nejsvatějších měst ší'itského islámu.
Od roku 750 vládli chalífátu Abbásovci, kteří si za sídlo zvolili opět Irák. V roce 762 založil al-Mansúr nové hlavní město Bagdád, který brzy poté počtem obyvatel předčil všechna města na Blízkém východě a v Evropě a pravděpodobně byl i největším městem na celém světě. Svou velikostí zastínil předchozí centra Kúfu a Ktésifón. Během vlády al-Ma'múna mezi lety 813–833 se stal centrem kultury a vzdělanosti islámského světa. Kvůli nepokojům v Bagdádu vyvolaným mamlúky přesunul al-Mu'tasim hlavní město do Samarry, v roce 892 bylo ale přesunuto zpět.
Během 10. století začala politická celistvost Iráku oslabovat a jeho ekonomika upadala. V tomto období existovaly dvě oblasti, kterým se říkalo Irák – pojmem „arabský Irák“ se označovala zhruba oblast Mezopotámie a pojmem „cizí (perský) Irák“ území dnešního severozápadního Íránu. Arabský Irák byl navíc rozdělen do tří politických sfér – vrchní, střední a spodní. V polovině 10. století začalo období nadvlády íránské dynastie Bújovců. Měli pod kontrolou Bagdád a jihovýchodní Irák, ale nikdy ne celé jeho území. Bújovci silně prosazovali ší'itský islám a kvůli tomu se dostávali do sporů se sunnity, kterých byla v Iráku většina. Např. Bagdád se začal štěpit na menší celky oddělené zdí, které byly rozdělené podle náboženství.
Mezi lety 1037 a 1043 se perský Irák dostal pod kontrolu nově založené turecké seldžucké říše a Bújovská říše zanikla v roce 1055, kdy Seldžukovci obsadili Bagdád. Na konci 11. století říše sahala na východě k Číně a na západě do Turecka a Izraele. Seldžukovci podporovali řemesla a obchod, stavby silnic a kulturní rozvoj a zakládali vysoké školy (převážně teologického zaměření). Vyznávali sunnitský islám a snažili se zbavit irácké území ší'itského vlivu. Na začátku 12. století nastal politický úpadek seldžucké říše a ta se postupně rozpadala na samostatná panství, mezi které patřilo i to irácké.

## Mongolská nadvláda a Osmanská říše

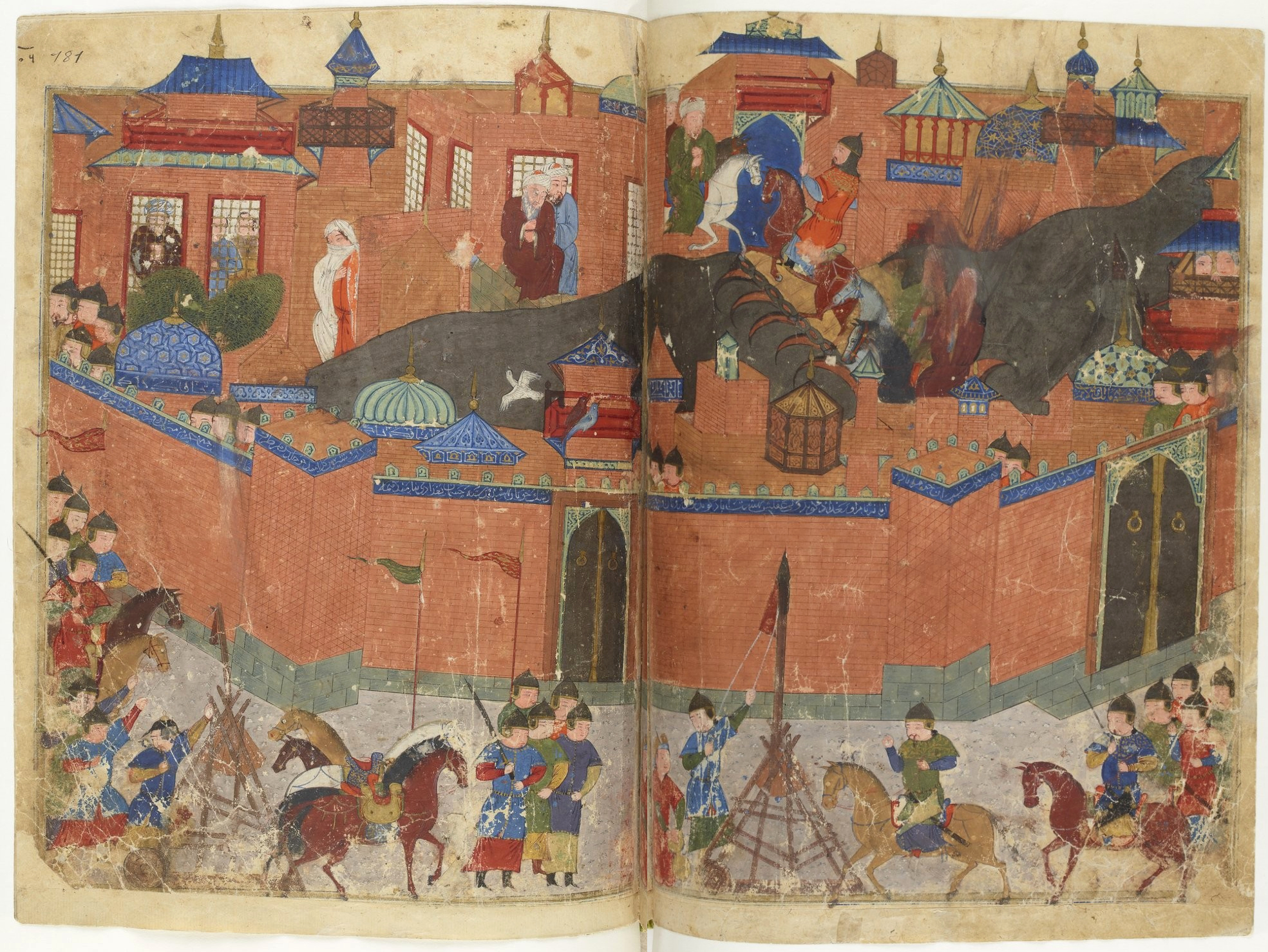
Obléhání Bagdádu Mongoly v roce 1258

Ve 13. století se o ovládnutí Iráku začali pokoušet Mongolové, což se jim v roce 1258 po obléhání a následném zdevastování Bagdádu podařilo a Irák se stal součástí ílchanátu. Při tomto tažení v městě vyvraždili 200 000–1 000 000 obyvatel. V době jejich nadvlády Irák ekonomicky upadal. Po rozpadu ílchanátu v roce 1335 nad Irákem vládla nástupnická dynastie Džálárijovců a na přelomu 14./15. století se stal součástí říše turkického vojevůdce Tamerlána. V 15. století se vlády nad Irákem ujali Turkmeni, nejprve byl součástí Karakojunluské říše a poté Akkojunluské říše. Na počátku 16. století se dostal pod vládu Safíovců. V roce 1514 porazil osmanský sultán Selim I. safíovského vládce Ismá‘íla I. v bitvě u Čaldiránu a připojil severní Irák ke své říši, zatímco jižní Irák zůstal pod kontrolou Safíovců. V roce 1534 jeho syn Sulejman I. dobyl Bagdád a do poloviny 16. století připojil k Osmanské říši i zbytek Iráku, který byl jeho součástí až do roku 1918 (kromě období mezi lety 1622–1638, kdy mu znova vládli Safíovci). Osmané jmenovali guvernéry a soudce a umisťovali do měst janičáře. Nadvláda Osmanů pro arabský Irák znamenala oddělení od perského Iráku.
Irák fungoval hlavně jako nárazníkový stát mezi zbytkem Osmanské říše a Íránem. Zpočátku v něm byla moc Osmanů kolísavá, v 17. století se kvůli slábnutí centrální osmanské moci začaly v provinciích Iráku vlády ujímat místní kmeny. V roce 1747 se k moci dostali mamlúci gruzínského původu. Jejich režim úspěšně potlačoval povstání, omezoval moc janičářů a částečně Iráku navrátil jeho dřívější prosperitu. Mamlúci podporovali zahraniční obchod a v roce 1763 povolili zřízení pobočky britské Východoindické společnosti v Basře. Evropa a hlavně pak Spojené království postupně zvyšovaly svůj vliv v Iráku. V roce 1831 se Osmanům podařilo svrhnout mamlúckou vládu, postupně začali prosazovat přímou kontrolu nad zbytkem území Iráku a sesazovali místní vládnoucí kmeny. Do konce 19. století se z Iráku stala vysoce sekulární země s významnou židovskou komunitou a se silnou armádou. Výrazným rozvojem prošel za guvernérství Midhata paši (1869–72), který v Bagdádu založil např. nemocnici, spořitelnu, veřejný park a nové školy a celkově zlepšil ekonomiku území.
Kvůli otevření Suezského průplavu v roce 1869 a postupnému zavádění paroplavby na Eufratu a Tigridu Irák mnohonásobně zvýšil vývoz obilí. S tím souviselo i výrazné rozšiřování plochy obdělávané půdy a snižování počtu obyvatel žijících nomádským způsobem života. Na počátku 20. století se v souvislosti se vzestupem hnutí Mladoturků začala v arabských zemích pod osmanskou nadvládou rozvíjet myšlenka arabského nacionalismu, resp. v tomto případě názor, že pro arabské země by bylo nejlepší, kdyby se od Osmanské říše oddělili. Tato myšlenka se konkrétně v případě Iráku zamlouvala Spojenému království, které stále zvyšovalo objem zahraničního obchodu s touto zemí ať už to byly obilí a ropa z Iráku do Británie nebo textil opačným směrem.

## Britská nadvláda a Irácké království

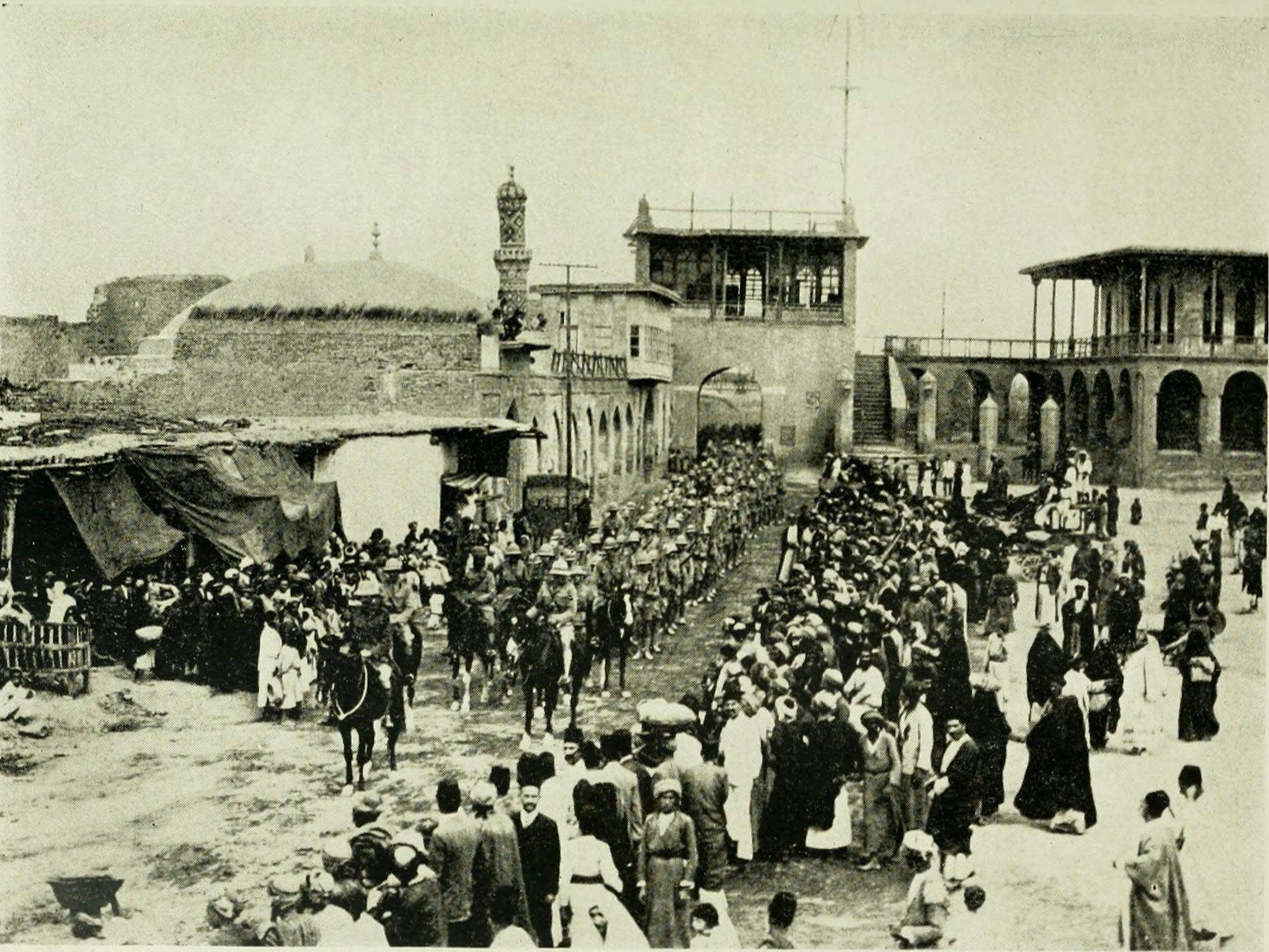
Britská Indická armáda při vstupu do Bagdádu v roce 1917

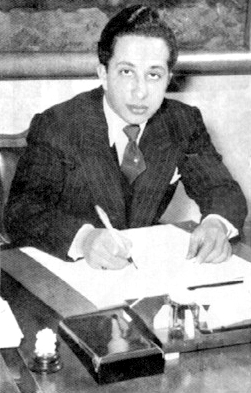
Král Fajsal II.

Poté, co se na začátku první světové války Osmanská říše přidala na stranu Německa, zahájila Británie Mezopotámské tažení kvůli obraně svých zájmů na tomto území. V Iráku se 6. listopadu 1914 vylodila britská Indická armáda a během několika dnů získala Basru. V březnu 1917 Britové získali Bagdád a další rok pak Kirkúk a Mosul. Po válce připadla oblast Iráku Velké Británii jako mandátní území pod názvem Britský mandát Mezopotámie. V roce 1920 začalo povstání proti britské vládě, které se rozšířilo po celém Iráku kromě Mosulu, Bagdádu a Basry, kde měla Británie armádu. Kvůli veřejnému mínění ve Spojeném království, které se vyjadřovalo souhlasně s iráckými nacionalisty, nabídla Británie bývalému králi Velké Sýrie Fajsalovi I., aby se stal králem Iráku. Po celostátním referendu se tak v roce 1921 stalo. Irák tím ale nedosáhl úplné nezávislosti, což se nelíbilo iráckým nacionalistům. Hranice moderního Iráku byly vytyčeny v roce 1926.
Na jejich naléhání nakonec Británie souhlasila s vyhlášením nezávislosti Iráckého království, které proběhlo 3. října 1932 v souvislosti se vstupem Iráku do Společnosti národů. Británie si ale v Iráku zachovala část svého vlivu. V roce 1933 zemřel Fajsal I. a na jeho místo nastoupil jeho nezkušený syn Ghazi I., za jehož panování se vystřídalo několik vlád. Mezi lety 1936 a 1941 ovládala domácí politiku armáda. Po smrti Ghaziho I. krátce před začátkem druhé světové války v roce 1939 se králem stal jeho tehdy čtyřletý syn Fajsal II., za kterého do dovršení dospělosti vládl jako regent jeho strýc Abd al-Iláh. Po začátku druhé světové války se k moci v Iráku dostali panarabisté, kteří začali vyjednávat se zeměmi Osy, a proto do země v roce 1941 vnikli Britové a začali zemi opět okupovat; odešli v roce 1947. V roce 1953 dosáhl Fajsal II. plnoletosti, ale Abd al-Iláh pořád ovlivňoval vládu nad zemí ze zákulisí. Irák se v roce 1955 stal součástí Bagdádského paktu.
Od 20. let se v Iráku začala rozmáhat nová vlna národního vědomí, kdy se v programech politických stran objevovala kromě idejí arabského nacionalismu i myšlenka iráckého vlastenectví s odkazem na starověkou Mezopotámii. Kvůli vlastenectví byly pořádány protibritské (potažmo protivládní) stávky a demonstrace, a to hlavně v roce 1941 a po roce 1945. Jejich organizátorem byla často Irácká komunistická strana. V první polovině 20. století pokračovalo rozšiřování plochy obdělávané půdy, která se navíc přesouvala ze společného do soukromého vlastnictví. Tato půda nejčastěji připadala významným kmenovým šajchům. Do roku 1958 vlastnilo 1 % majitelů půdy přes 55 % celkové rozlohy půdy v soukromém vlastnictví. Na konci 20. let začala migrace z venkova do měst a během 50. let Irák zaznamenal velký hospodářský rozvoj kvůli prudkému nárůstu vývozu ropy.

## Irácká republika

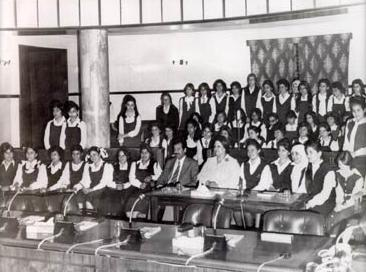
Režim strany Baas podporoval ženskou vzdělanost. Na obrázku je Saddám Husajn s iráckými studentkami.

V roce 1958 byla vytvořena tzv. Arabská federace mezi Irákem a Jordánskem. Nejdůležitější událostí tohoto roku byl vojenský převrat vedený Abdalem Karim Kásimem, při němž byli 14. července na nádvoří královského paláce zastřeleni král Fajsal II., bývalý regent Abd al-Iláh a několik žen z královské rodiny. Nová revoluční vláda v čele s Kásimem zrušila monarchii, nastolila republiku, prohlásila islám za státní náboženství, rozpustila federaci s Jordánskem, odešla z Bagdádského paktu a politicky se začala sbližovat se Sovětským svazem. Převrat a první kroky nového režimu byly vřele uvítány iráckou veřejností. Vláda byla podporována armádou, ve které se ale začaly vytvářet spory a v únoru 1963 proběhl další státní převrat v čele s arabskou socialistickou stranou Baas, po kterém se prezidentem stal Abdul Salám Árif. Ten zemřel v roce 1966 a nahradil ho jeho bratr Abdul Rahmán Árif.
Poté, co se Árif v roce 1963 ujal moci, nechal pozatýkat několik vůdců strany Baas, mezi nimi i Saddáma Husajna. Ten v roce 1966 z vězení utekl a 17. července 1968 strana Baas svrhla Árifa a ujala se vlády nad zemí. V roce 1967 se Irák zúčastnil Šestidenní války. V roce 1970 byly částečně vyřešeny dlouhodobé spory s Kurdy žijícími na severu, když vláda uveřejnila manifest uznávající legitimitu kurdské národnosti a rozhodla se vymezit autonomní oblast irácký Kurdistán. Tento krok se ale nakonec ukázal jako falešný a v roce 1974 vypukly v Kurdistánu otevřené boje, které trvaly jeden rok. Vláda strany Baas zpočátku nenabyla oblibě ani v Iráku ani mimo něj – znepřátelila si většinu zemí arabského světa, a to hlavně Egypt, Sýrii a Írán. Domácí podporu si získala v roce 1972 znárodněním Irácké ropné společnosti (IPC). Zlepšení zahraničních vztahů bylo zapříčiněno postupným odvracením se od Sovětského svazu a komunismu od poloviny 70. let. Husajn, který v zemi získával stále větší moc, se v roce 1979 stal prezidentem Iráku a velitelem armády.
Na začátku 70. let Irák zbohatl kvůli prudkému nárůstu příjmů z ropy, což mu umožnilo financovat finančně náročné programy např. ve školství, zdravotnictví a bytové výstavbě. Postupně se tak zvyšovala životní úroveň a režim měl širokou podporu veřejnosti. Na druhou stranu výrazně poklesla zemědělská produkce a s problémy se potýkal průmysl a služby.

### Irácko-íránská válka

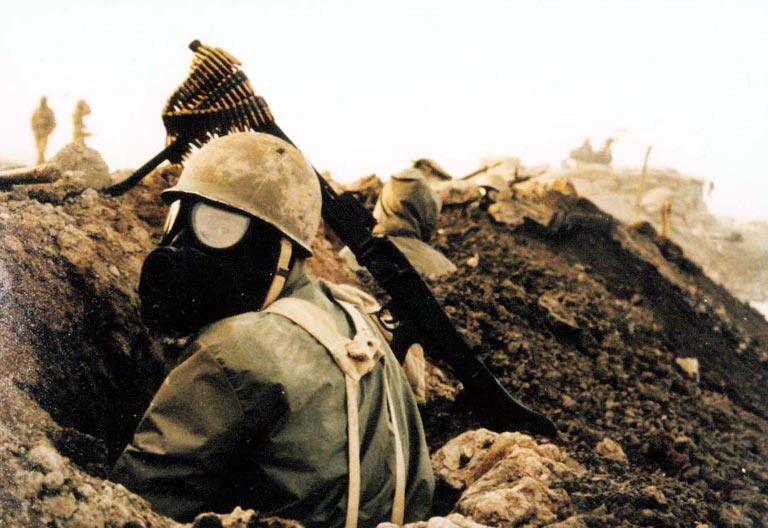
Íránský voják s plynovou maskou v irácko-íránské válce. Iráčané ve válce používali jedovaté plyny.

Husajn krátce po nástupu na post prezidenta silně poškodil vztahy se Sýrií, když kvůli podezření o její účasti v atentátu na něj vyhostil syrského velvyslance. Sýrie udělala to samé s iráckým velvyslancem a tím byly politické vztahy mezi těmito dvěma zeměmi přerušeny. Kromě toho dal Husajn jasně najevo, že v Iráku nebude trpět žádný politický odpor, když nechal popravit 22 svých odpůrců a několik dalších nechal zatknout.
Po svržení starého režimu v sousedním Íránu a nástupu ší'itské diktatury se dlouhodobě špatné vztahy Íránu s Irákem ještě zhoršily. Íránská vláda nechtěla mít nic společného se sekulární stranou Baas a ší'ité v Iráku inspirovaní Rúholláhem Chomejním rozpoutali protivládní demonstrace. Husajnův režim je prudce potlačoval, nechal popravit stovky lidí a tisíce dalších uvěznil. Husajn kvůli obavám z dalších demonstrací a kvůli vidině možného zisku sporného území Chúzistánu zahájil 22. září 1980 irácko-íránskou válku invazí vojsk do Íránu. Válka skončila po osmi letech 20. srpna 1988 uzavřením příměří. Zemřelo během ní mezi 500 000–1 000 000 lidí na obou stranách a Irák finančně zruinovala. Válka urychlila expanzi soukromého hospodářství a vedla k tomu, že se Spojené státy staly spojencem Iráku. Poslední rok války začala genocida kurdského obyvatelstva ze strany irácké vlády známá pod názvem al-Anfál, která vyústila v likvidaci asi 3800 vesnic, smrt zhruba 200 000 Kurdů a úprk dalších 150 000 do Íránu a Turecka, to vše během půl roku. V tomto procesu byly použity i chemické zbraně.

### Válka v Zálivu a sankce OSN

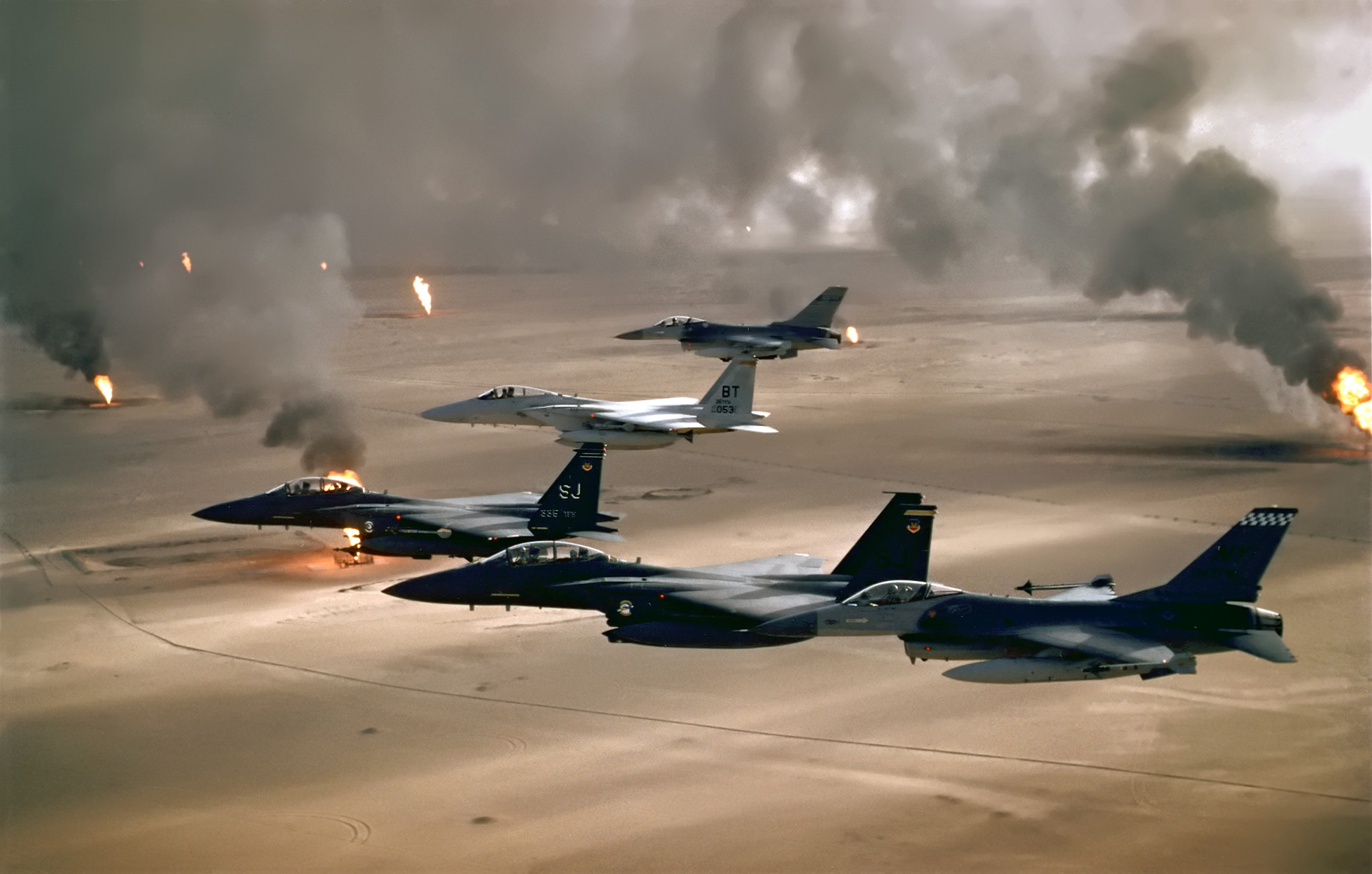
Americké stíhačky přelétající nad kuvajtskými ropnými poli během války v Zálivu

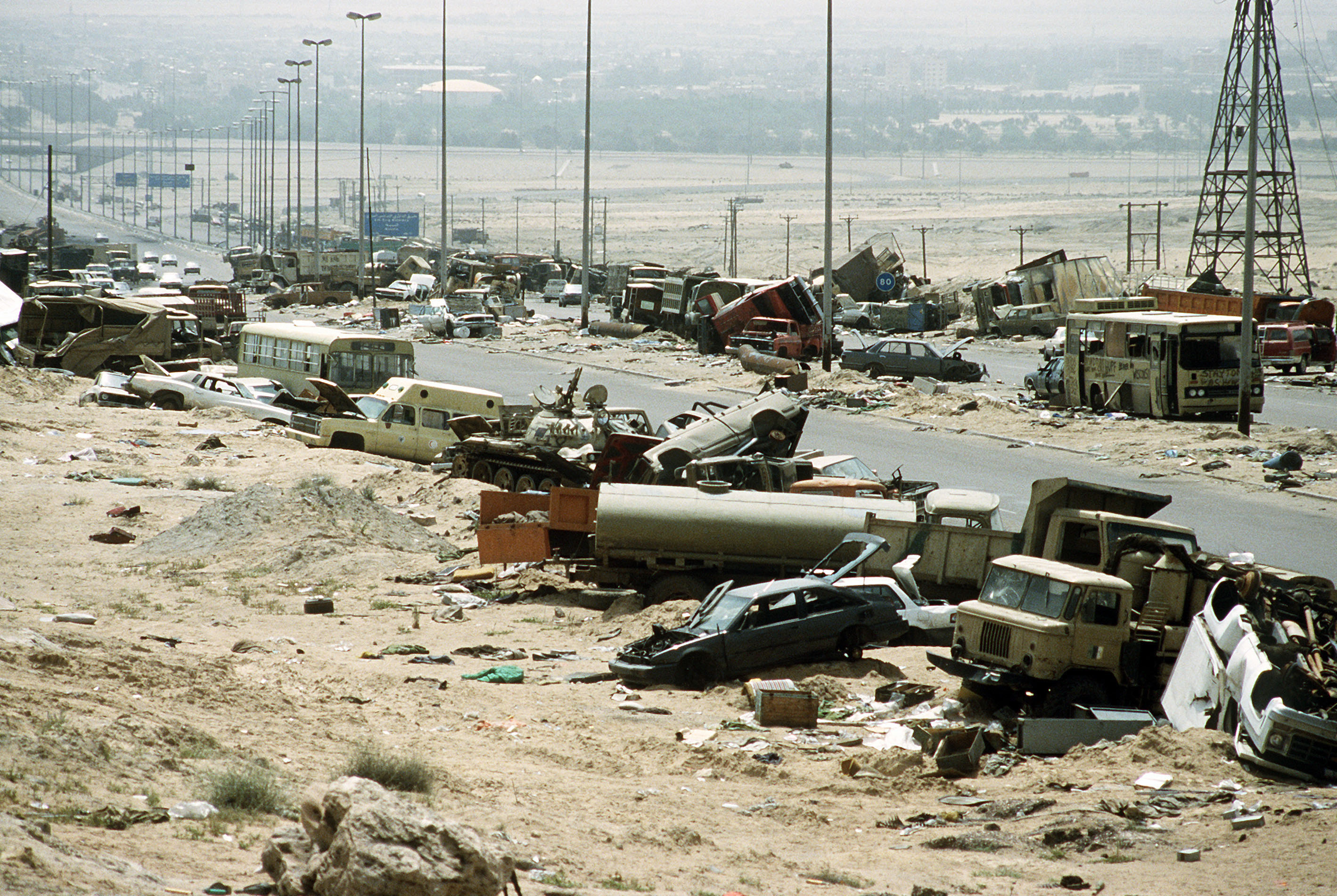
Zničené vozy na silnici, na které bylo v únoru 1991 napadeno irácké vojsko vracející se z Kuvajtu

Na počátku roku 1990 začala západní média kritizovat porušování lidských práv v Iráku, kde se kvůli tomu spustila protiamerická kampaň. 2. srpna toho roku provedl Irák invazi do Kuvajtu. Důvodů pro tento krok bylo více, Husajn chtěl např. získat bohatá ropná ložiska a obvinil Kuvajt z podílení se na udržování nízkých cen ropy. Rada bezpečnosti OSN uvalila na zemi hospodářské embargo, zatímco Husajn prohlásil Kuvajt za další iráckou provincii. Spojené státy se ujaly vedení koalice, která měla za cíl irácká vojska z Kuvajtu vyhnat. Její operace začaly v lednu 1991, 28. února Irák kapituloval a jeho vojska opustila okupované území. Po válce byla armáda Iráku dříve čítající až 1 000 000 vojáků zničena. Porážka podnítila ší'ity a Kurdy k povstání proti režimu, které bylo násilně potlačeno. Počet mrtvých dosáhl až 300 000 lidí a až 2 500 000 Kurdů a ší'itů bylo donuceno emigrovat do Turecka a Íránu. V dubnu 1991 Spojené státy, Spojené království a Francie kvůli ochraně obyvatel vytvořily nad iráckým Kurdistánem bezletovou zónu a tak vznikla de facto kurdská autonomní oblast.
V dubnu 1991 stáhla Rada bezpečnosti embargo za podmínek, že 1) Irák uzná hranice mezi ním a Kuvajtem vytyčené v dohodě z roku 1963, 2) zničí všechny zbraně hromadného ničení a nebude vytvářet nové a 3) bude Kuvajtu splácet reparace. Irák podmínky sice nesplnil, ale jeho obyvatelé potřebovali humanitární pomoc. Proto Rada bezpečnosti zřídila program ropa za potraviny, který pod dohledem OSN povoloval Iráku prodávat určité množství ropy a za utržené prostředky kupovat potraviny, léky a další humanitární potřeby pro své obyvatele. Během 90. let Spojené státy a další státy několikrát bombardovaly území Iráku, aby přinutily Husajna přijmout rezoluce OSN. Mezitím se životní situace v zemi horšila, mnoho lidí trpělo podvýživou a nedostatečnou zdravotní péčí. Mimo to se zhoršovala úroveň vzdělání a kvůli nepříznivým podmínkám opustilo Irák na tři miliony Iráčanů. Ke konci 90. let začal účinek embarga slábnout, protože OSN postupně snižovala sankce a Irák získával stále více peněz hlavně z obchodu s ropou.

### Válka v Iráku

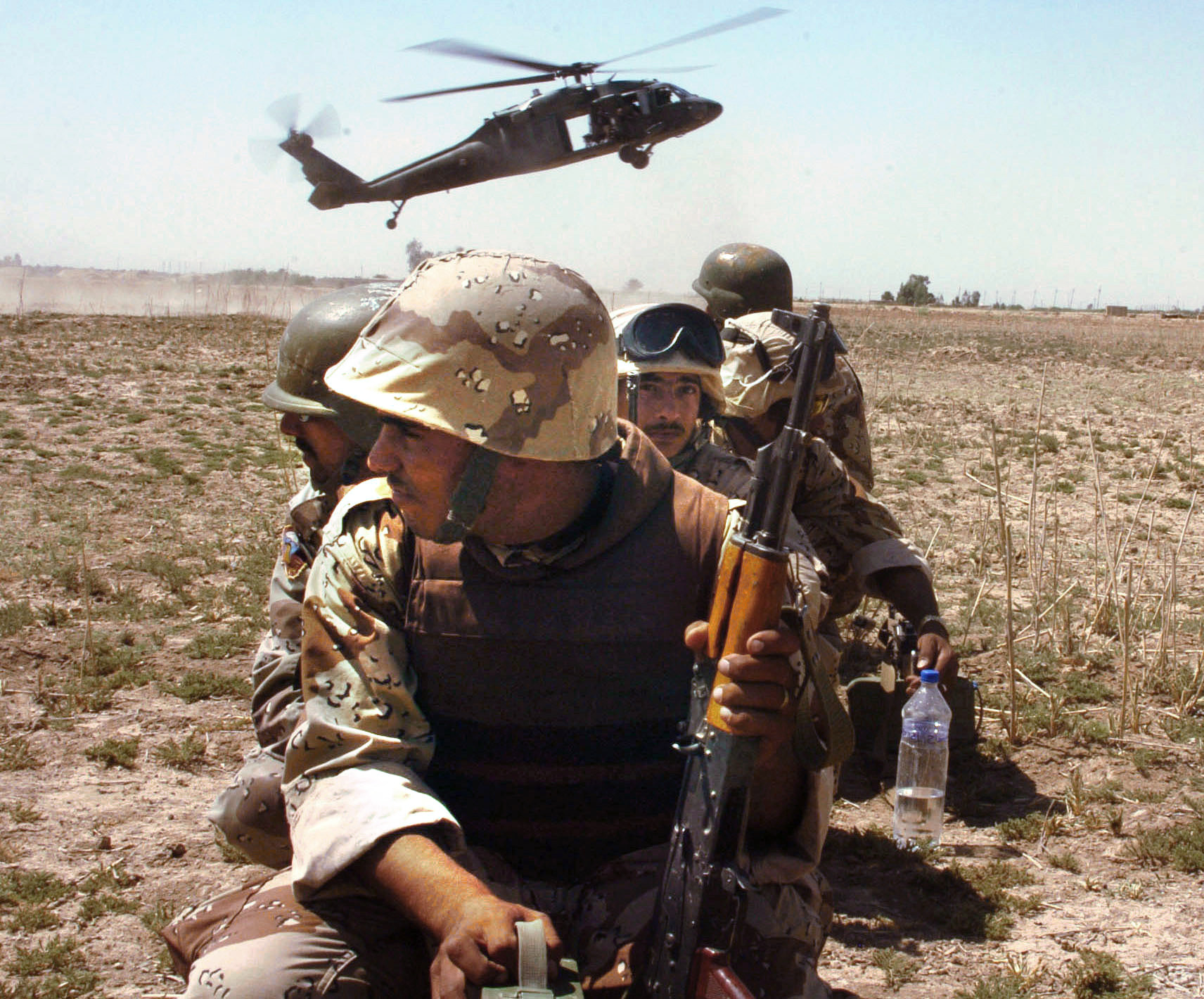
Iráčtí vojáci v roce 2007 chystající se nastoupit do vrtulníku UH-60 Black Hawk

Po teroristických útocích 11. září 2001 americký prezident George W. Bush prohlásil, že zničení zbraní hromadného ničení v Iráku je americkou prioritou, protože útoky poukázaly na zranitelnost USA a Irák proti nim zastává nepřátelský postoj. Bush označil Irák za součást „osy zla“. 20. března 2003 provedly Spojené státy a jejich spojenci invazi do Iráku, která započala válku v Iráku. Na počátku dubna se Spojené státy zmocnily vlády v Bagdádu a brzy poté okupovaly celý Irák. 13. prosince 2003 se Saddám Husajn vzdal americkému vojsku poté, co ho našlo v Tikrítu. Koaliční síly v dubnu vytvořily Prozatímní koaliční správu jako přechodnou vládu, která byla v červnu 2004 rozpuštěna a moci se ujala irácká vláda v čele s předsedou Ajádem Alávím.
V roce 2004 započala Severoatlantická aliance v Iráku výcvikovou misi (NATO Training Mission Iraq, NTM-I), která se stará o výcvik nové irácké armády. V roce 2005 byla zvolena nová vláda, proběhly volby do Iráckého národního shromáždění, byla přijata nová demokratická ústava a prezidentem byl zvolen Džalál Talabání. Mezitím se zvyšovalo násilí mezi ší'itskými a sunnitskými muslimy, kteří na sebe páchali atentáty, a tyto nepokoje vyústily v občanskou válku. Situace se v roce 2008 začala postupně uklidňovat a v lednu 2009 dosáhla bezpečnost v zemi nejlepší úrovně od invaze. Od roku 2003 zemřelo v Iráku přes 100 000 civilistů. Poslední bojové jednotky Spojených států opustily Irák 19. srpna 2010 a poslední ze zbylých asi 50 000 vojáků zemi opustili 18. prosince 2011, čímž válka v Iráku skončila. V únoru 2011 zasáhla Irák vlna protestů známá jako arabské jaro. Demonstrací ve větších městech se účastnily desetitisíce lidí, kteří požadovali snížení korupce, odstoupení některých vládních činitelů, lepší dostupnost služeb a nové pracovní nabídky. Při protestech zemřelo několik lidí na následky střelných zranění způsobených bezpečnostními složkami.